# ギムノカリキウム属
ギムノカリキウム(Gymnocalycium)は、サボテン科の属の一つである。一般名として顎サボテン(Chin Cactus)とも呼ばれているが日本やタイなどではギムノと短縮して呼ぶ場合が多い
。扁平な球形のものやおおきな疣状のもの、棘座が綾状になっているものなど多くの形があり、色合いもさまざまである。花は他のサボテンとは違い萼に棘や毛が全く無い。また高温に強く比較的開花させることが容易なうえに丈夫であるため栽培用として一般に流通する機会が多い属でもある。

## 形態
茎は単幹、もしくは刺座から子吹き様々な形状と大きさの刺を持っている。花は頂部の刺座から伸ばし3～4日ほどの間、昼に開花し夜にしぼむ。花色は白やピンク、緑、黄色など品種により様々である。果実は基本的に卵型やシャトルのような形をしており、熟した際の色合いもオレンジや青緑、鮮桃色とさまざまである。

## 分布
ブラジル南部、パラグアイ、ボリビア、ウルグアイ、アルゼンチンに分布しており約80種が存在するが、多くの種はアルゼンチン北部と中部の山脈に固有で生息している 。

## 語源
Gymnocalycium : ギリシャ語に由来する名称で、「裸の」を意味するγυμνός(gymnos)と「萼」を意味するκάλυξ(kalyx)に由来し、花芽に毛や棘がないという状態を表している。

## 種
主な種は以下の通り。
- G. achirasense(アチラセンセ)
- G. andreae(黄蛇丸)

- G. anisitsii(翠晃冠)
- G. baldianum(緋花玉)

- G. bayrianum(快天丸)

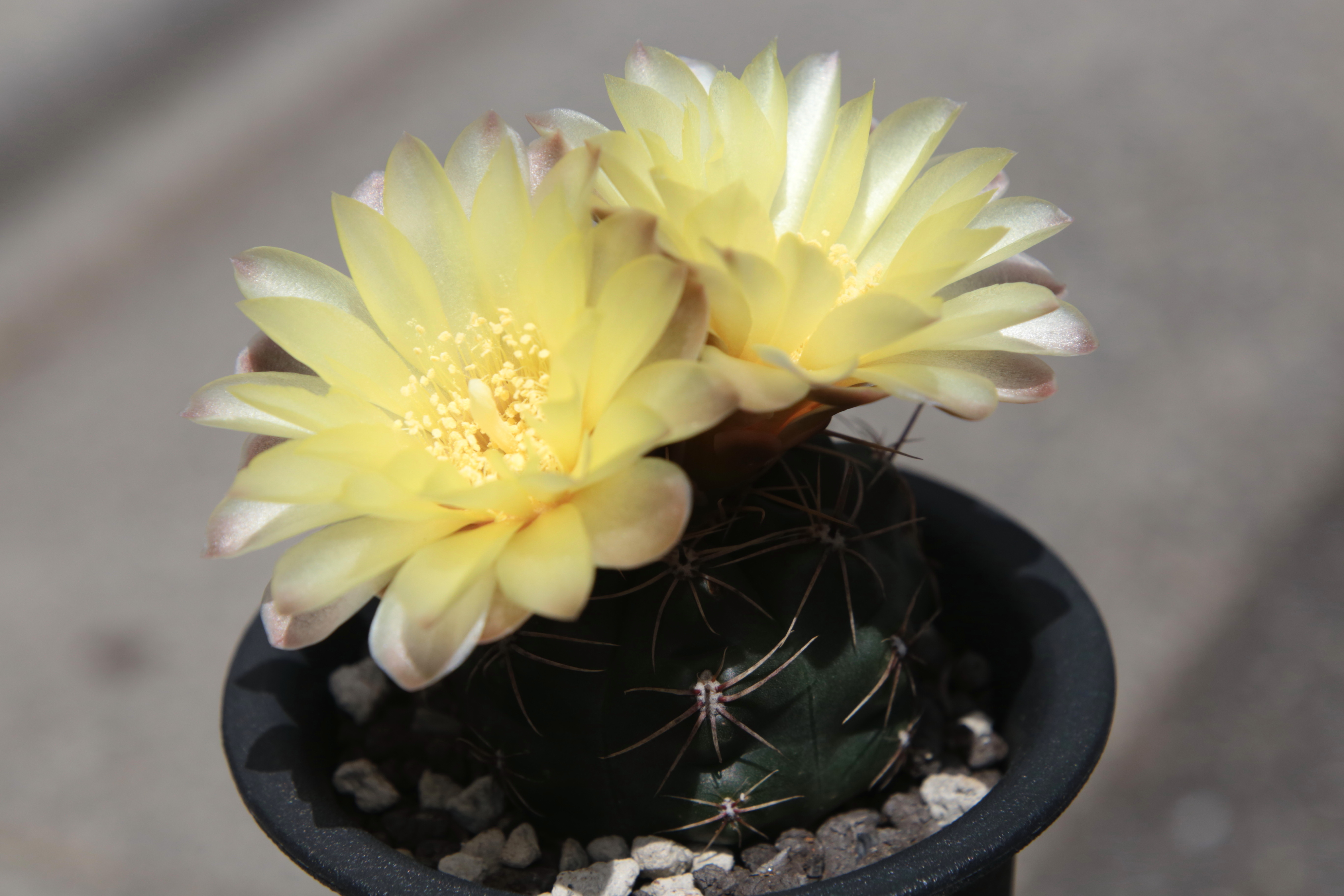
黄蛇丸

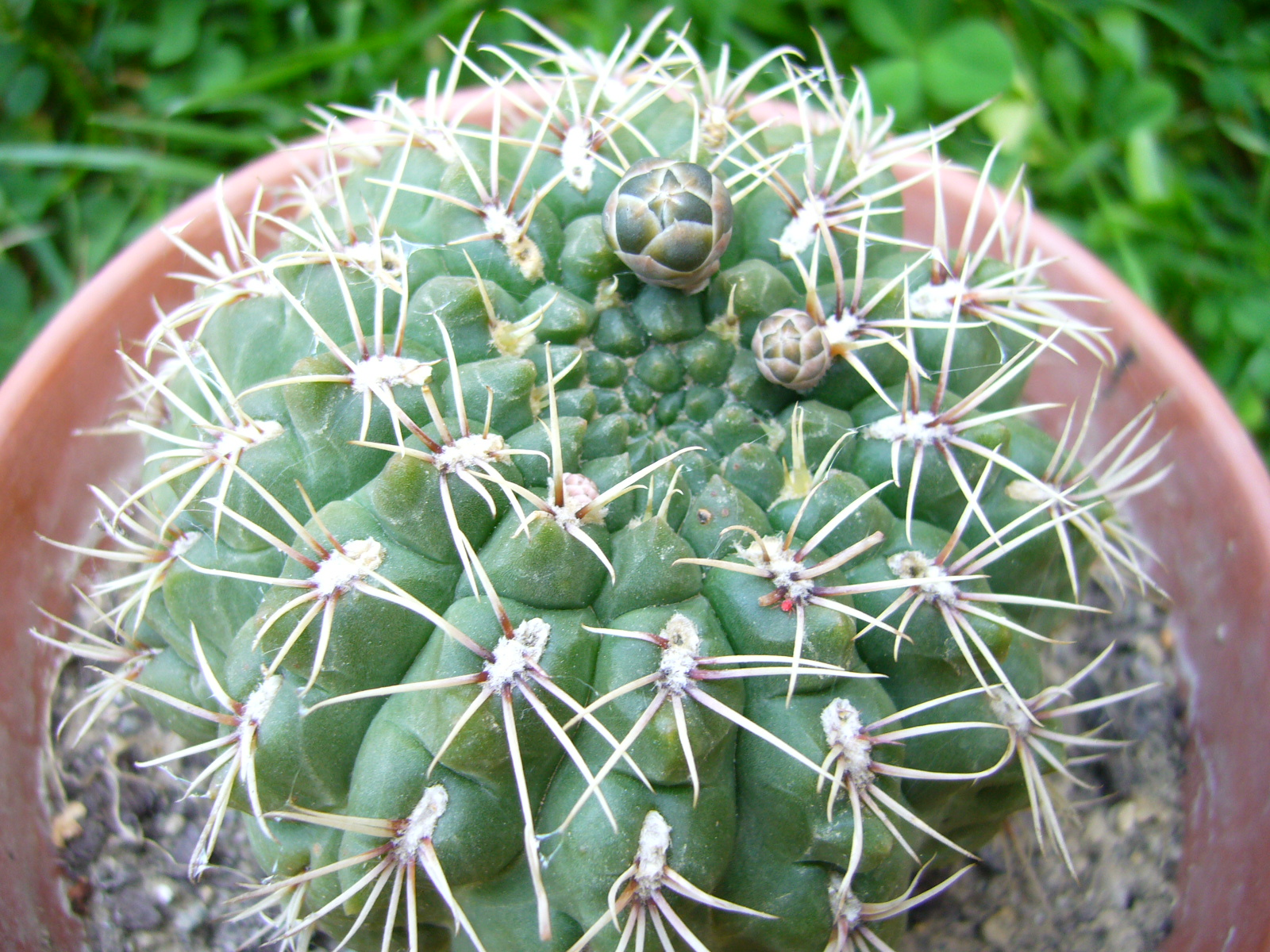
緋花玉

- G. bodenbenderianum(怪竜丸)
- G. bruchii(羅星丸)
- G. cardenasianum(光琳玉)
- G. damsii(麗蛇丸)
- G. denudatum(蛇竜丸)
  - 変種に日本国内でも多く流通しているvar.paraguayensis(海王丸)やvar.pentacanthum(聖王丸、ペンタカンサ)が存在する。
- G. gibbosum(九紋竜)
- G. horstii(ホルスティ)
- G. leeanum(稚竜玉)
- G. mazanense(魔天竜)
- G. mihanovichii(牡丹玉)

- G. monvillei(モンビレイ)
- G. multiflorum(多花玉)
- G. ochoterenae(武勲丸)
- G. pflanzii(天賜玉)

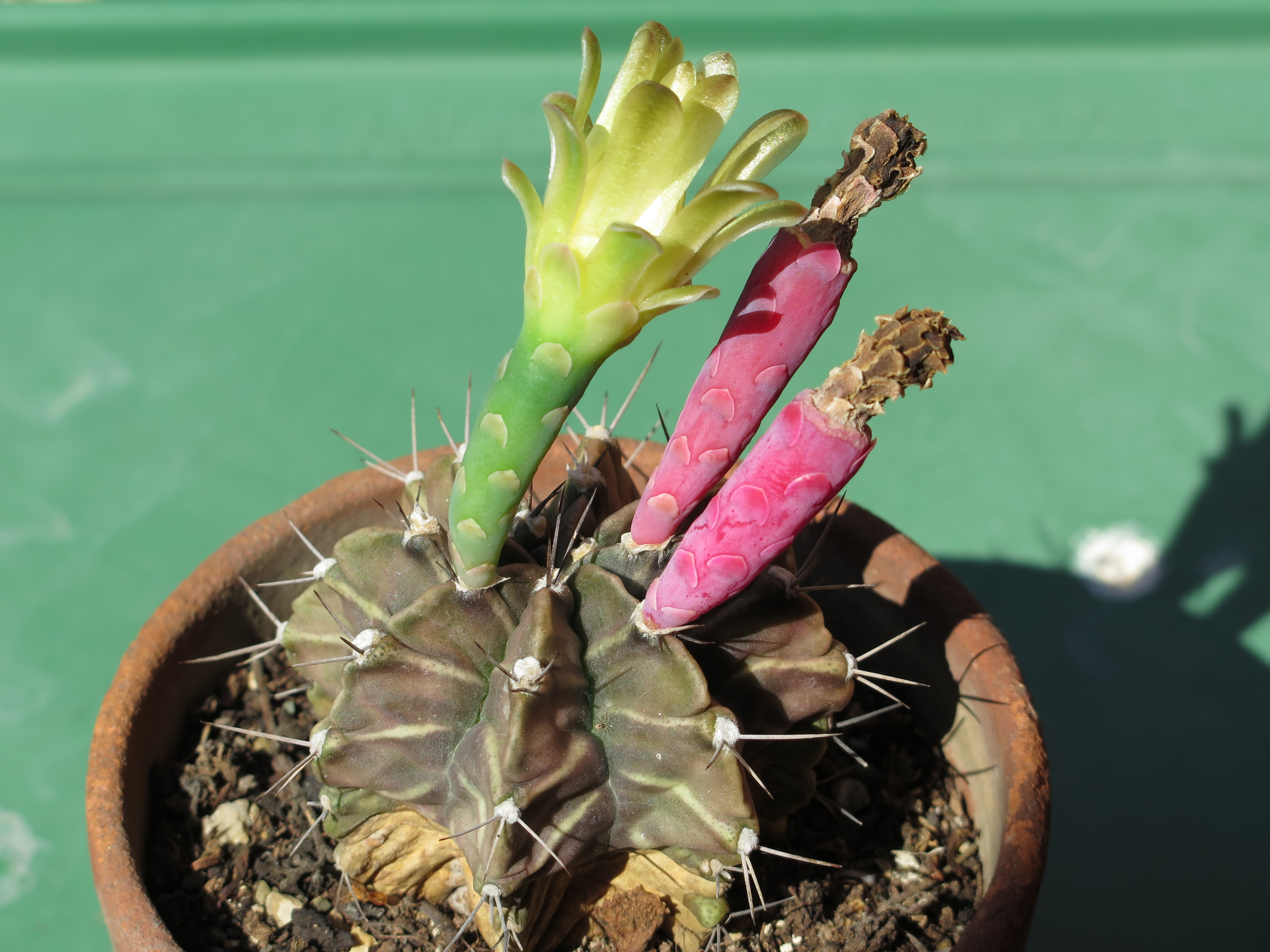
牡丹玉

- G. quehlianum(竜頭、瑞晶玉)
- G. saglionis(新天地)
- G. spegazzinii(天平丸)
- G. stellatum(守殿玉)
- G. taningaense
- G. uruguayense
- G. vatteri(バッテリー)

## 参考資料
1. 1 2 3 4  パワポン, スパナンタナーノン、飯島, 健太郎 著、大塚美里 訳『サボテン全書』（初版）グラフィック社、2018年2月25日、191頁。ISBN 978-4-7661-3068-3。
2. ↑  Demaio, Pablo (2006). “Delimitación de especies y filogenia del género Gymnocalycium Pfeiff. & Mittler (Cactaceae) con especial refe-rencia a las Sierras de Córdoba y San Luis, Argentina.”. Bol. Soc. Latin. Carib. Cact. Suc. 3(3) 02/06/20閲覧。 エラー: 閲覧日が正しく記入されていません。（説明）.
3. ↑  ギムノカリキウム属PUKUBOOK 2021年6月11日閲覧

- Forzza, R. C. 2010. Lista de espécies Flora do Brasil https://web.archive.org/web/20150906080403/http://floradobrasil.jbrj.gov.br/2010/. Jardim Botânico do Rio de Janeiro, Rio de Janeiro.